# Cola Petruccioli
Cola Petruccioli (1360–1401) foi um pintor italiano de Orvieto, na Umbria, conhecido como aprendiz de Ugolino di Prete Ilaro, ativo no período de 1400 e contemporâneo da Escola de Siena. 
Suas obras podem ser vistas na Catedral de Assis, bem como na Capella de Corporale, em Orvieto.  Em Cetona, pintou afrescos da Virgem Maria no Convento di Santa Maria a Belverde.  Outras obras podem ser encontradas na cidade de of Spello, também na Umbria. Morreu em Perugia.